# Kazimierz Stabrowski

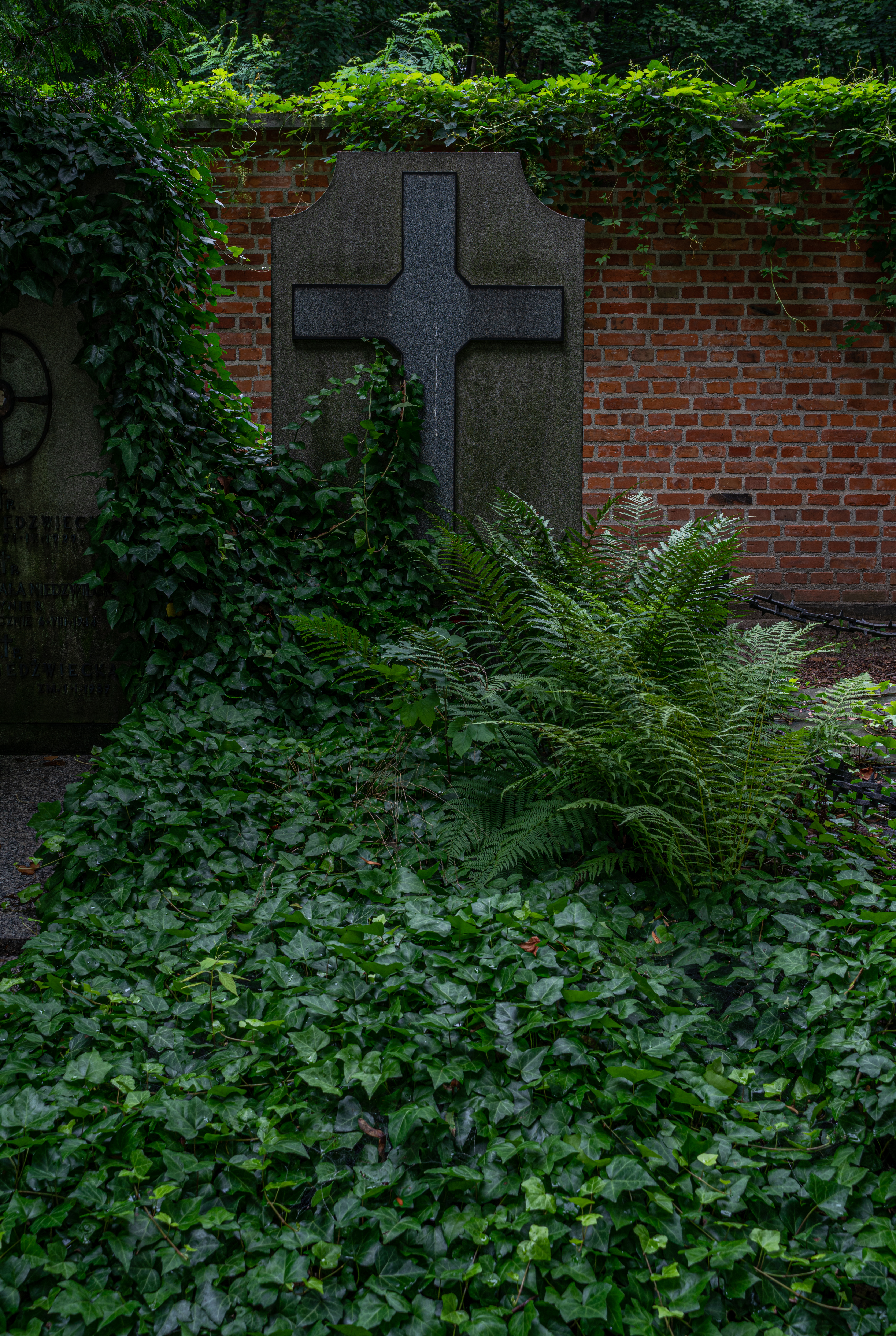
Grób Kazimierza Stabrowskiego na cmentarzu Powązkowskim

Kazimierz Stabrowski (ur. 21 listopada 1869 w Kruplanach k. Nowogródka, zm. 10 czerwca 1929 w Garwolinie) – polski malarz, w latach 1904–1909 dyrektor Szkoły Sztuk Pięknych w Warszawie.

## Życiorys
Pochodził z rodziny ziemiańskiej. W latach 1880–1887 kształcił się w Szkole Realnej w Białymstoku, a następnie, w latach 1887–1897 studiował na Cesarskiej Akademii Sztuk Pięknych w Petersburgu pod kierunkiem Pawła Czistiakowa, później (od 1895) w pracowni Ilji Riepina. W Akademii utrzymywał kontakty z innymi polskimi studentami, wśród których byli m.in. Ferdynand Ruszczyc, Kazimierz Wasilkowski, Henryk Weyssenhoff i Stanisław Bohusz-Siestrzeńcewicz, a także z Rosjanami, zwłaszcza z członkami Towarzystwa im. A. Kuindżiego.
W 1893 odbył podróż studyjną na Wschód, do Bejrutu i Palestyny, zwiedzając po drodze Odessę, Konstantynopol, Grecję i Egipt. Zgodnie z praktyką malarzy akademickich gromadził tam obszerny materiał, który wykorzystał później m.in. do odtworzenia realiów kostiumowych i topograficznych w kompozycji historycznej, jaką był jego obraz dyplomowy Mahomet na pustyni (Ucieczka z Mekki).
W uznaniu artystycznych dokonań wybrano go na członka jury wystaw organizowanych przez Akademię.
Swój mistrzowski warsztat doskonalił Stabrowski jeszcze w Académie Julian w Paryżu (1897-1898), gdzie poznał m.in. twórczość akademików Benjamina Constanta i Jeana-Paula Laurensa”, ale także nowe tendencje artystyczne, m.in. impresjonizm i fowizm.
Po powrocie do Petersburga brał w dalszym ciągu aktywny udział w tamtejszym życiu artystycznym, wystawiał też m.in. w Paryżu (Wystawa światowa 1900), Monachium (1901), Wenecji (1903).
W 1902 poślubił Julię Janiszewską, rzeźbiarkę, którą poznał na petersburskiej Akademii. Od tego roku został też członkiem Towarzystwa Artystów Polskich „Sztuka”. W 1903 osiadł w Warszawie, angażując się w działalność organizatorską i pedagogiczną. Wraz z Konradem Krzyżanowskim prowadził początkowo prywatną szkołę artystyczną, na bazie której udało się im reaktywować zamkniętą po Powstaniu styczniowym warszawską Szkoły Sztuk Pięknych. Jej otwarcie miało miejsce 19 marca 1904. Stabrowski został pierwszym dyrektorem Szkoły – funkcję tę pełnił do 1909. W wyniku konfliktu z Radą Pedagogiczną i Komitetem Opiekuńczym na tle jego publicznej działalności w zakresie ezoteryki podał się do dymisji.
Na lata 1909–1913 przypada kolejny okres podróży, m.in. do Francji, Niemiec, Szwecji, Hiszpanii, Włoch i na Wyspy Kanaryjskie. Letnie miesiące spędzał z rodziną w Dłużniewie (Lūznavas muiža) na Łotwie.
Po okresie pierwszej wojny światowej, który Stabrowski spędził w Petersburgu, powrócił w 1918 do Warszawy. W Rosji nowa estetyka jego prac spotkała się z krytyką ze strony sił zachowawczych, a z poparciem czasopisma „Świat Sztuki”. W latach 20. Stabrowski podróżował znów w poszukiwaniu malarskich motywów do Grecji, Turcji, Maroka, Bośni, Szwecji i Norwegii. W 1922 współtworzył ugrupowanie artystyczne Sursum Corda. 
W IV 1927 r. miał wystawę autorską z okazji 40-lecia działalności artystycznej w Miejskiej Galerii Sztuki w Łodzi.
Zmarł w 1929, został pochowany na cmentarzu Powązkowskim (kwatera 205-2-8).

## Twórczość
Malował kompozycje figuralne o motywach z baśni, legend i historii. Kompozycje symboliczne, fantastyczne, a nawet mistyczne (interesował się teozofią) łączył z dekoracyjnością i secesyjną stylizacją. Tworzył też pejzaże z podróży i portrety, zajmował się rzemiosłem artystycznym.

## Galeria

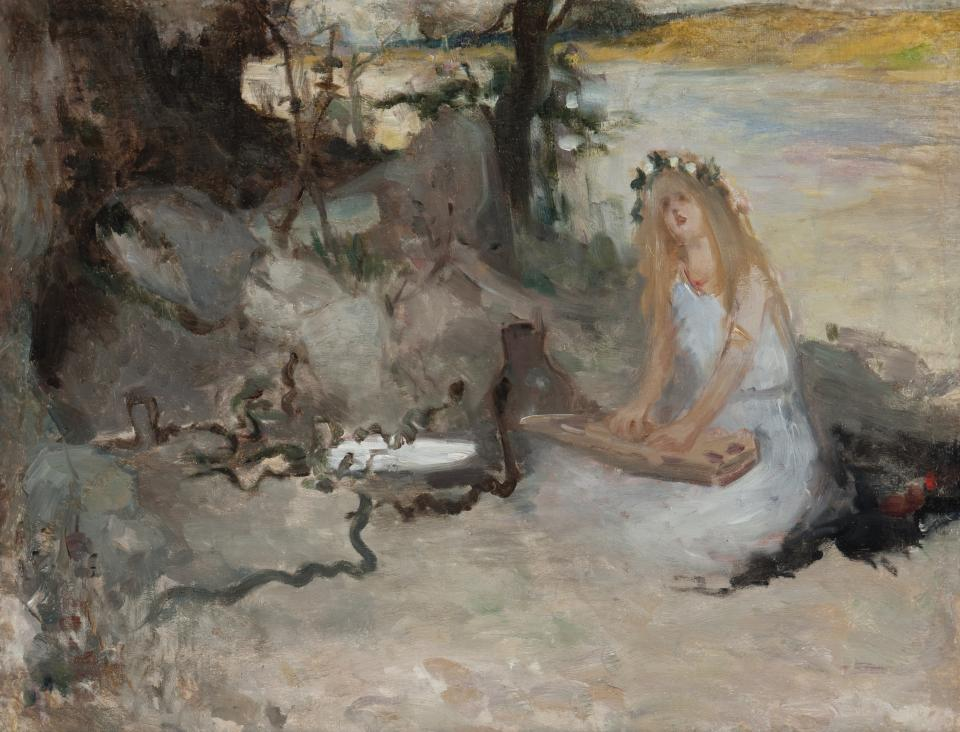
Eglė, królowa węży, 1900
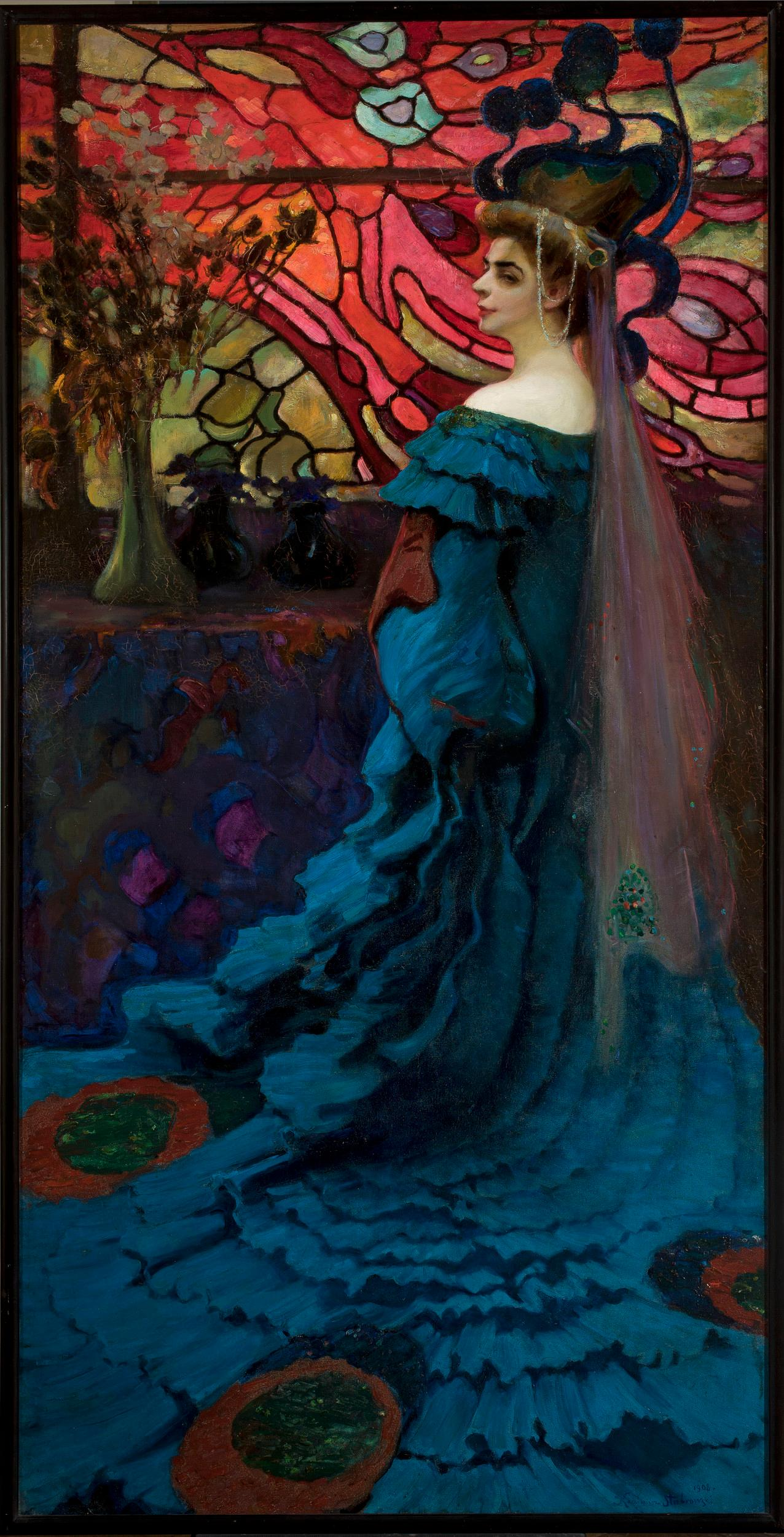
Paw – Portret Zofii z Jakimowiczów Borucińskiej, 1908, Muzeum Narodowe w Warszawie
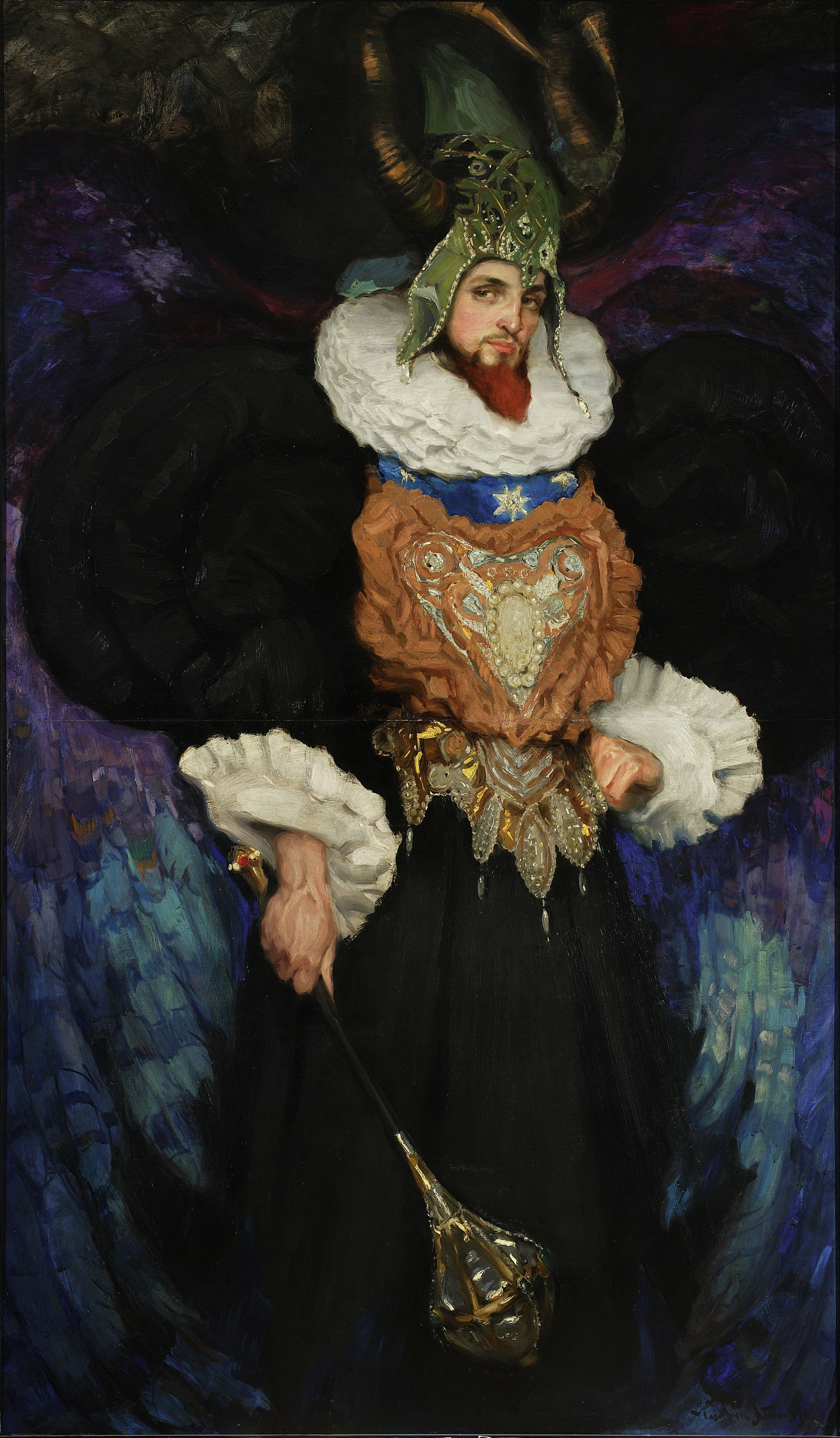
Portret Bronisława Bryknera w stroju fantastycznym, 1908, Muzeum Narodowe w Warszawie
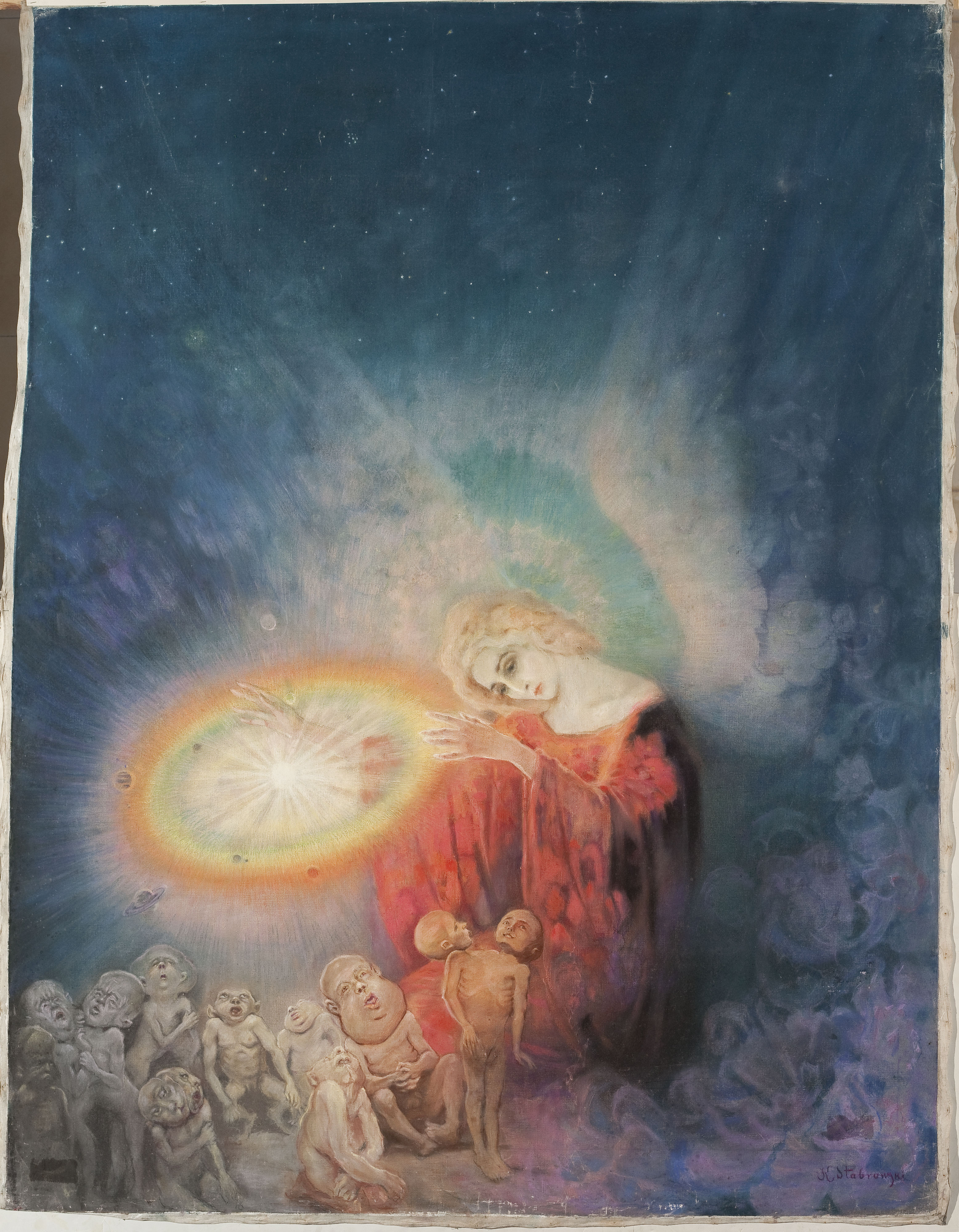
Pocieszyciel monstrów, 1920, Muzeum Narodowe w Warszawie
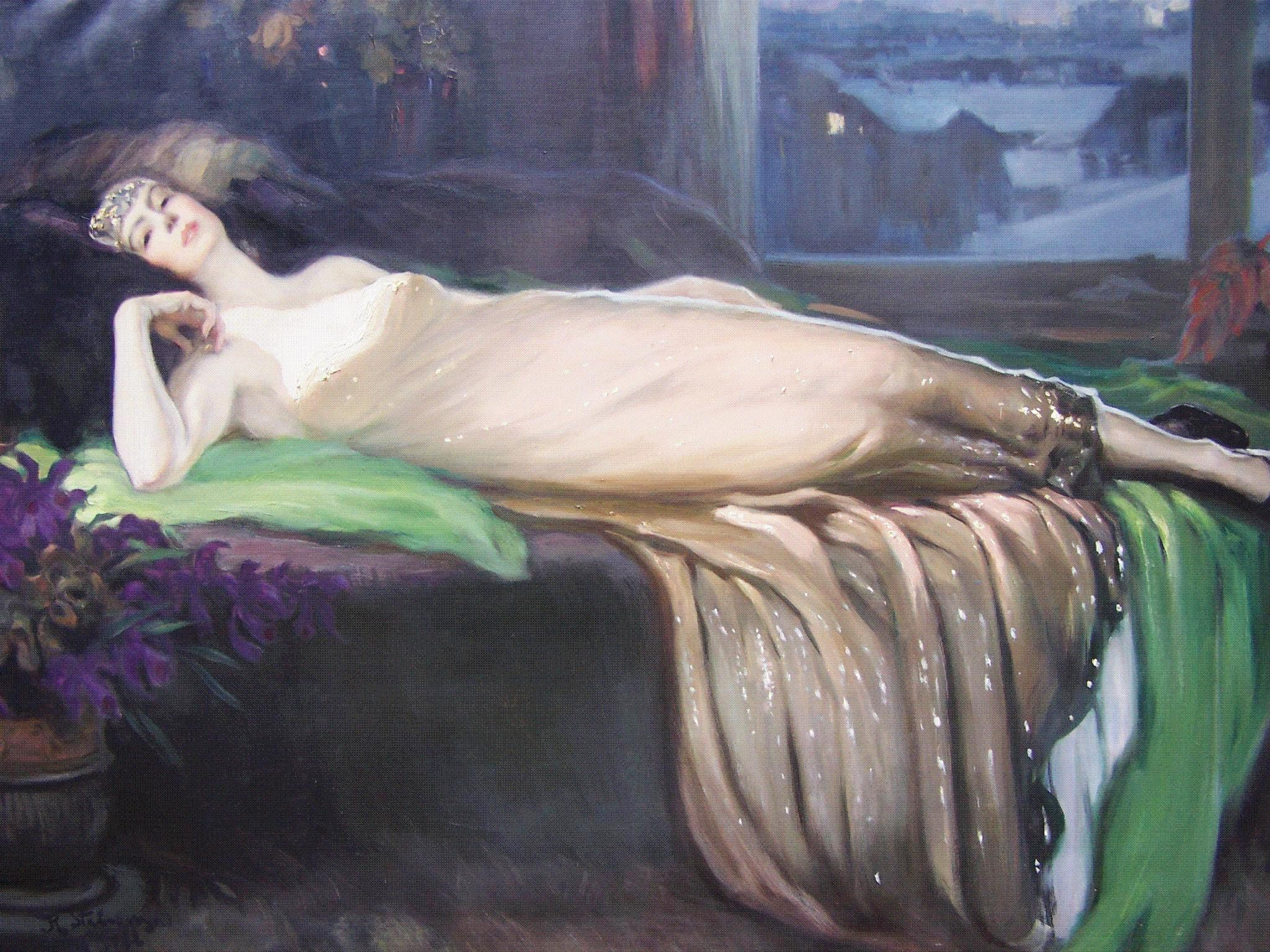
Portret Laury Pytlińskiej, 1922, Muzeum Narodowe w Warszawie
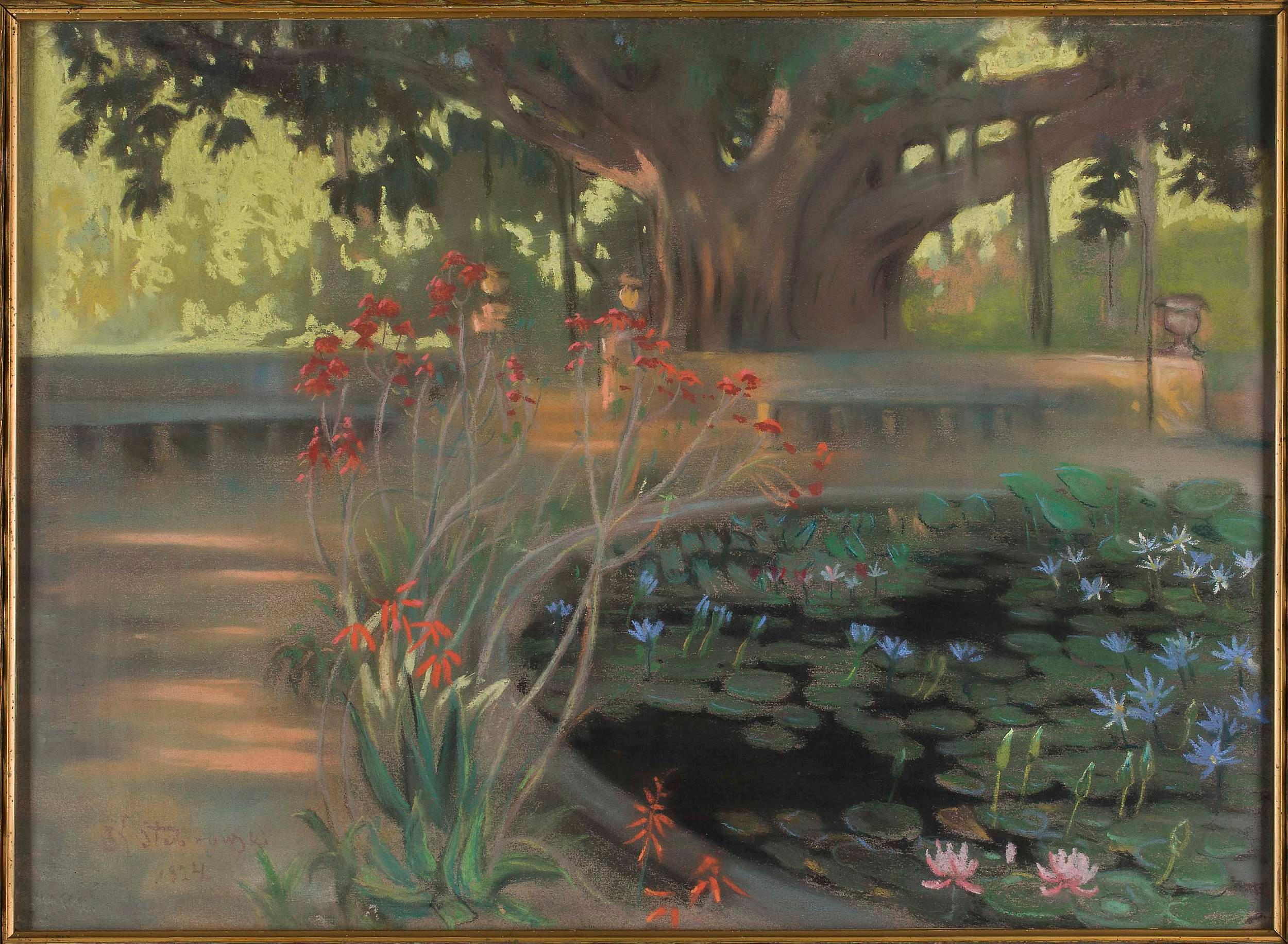
Lotosy w parku w Palermo, 1924, Muzeum Narodowe w Warszawie
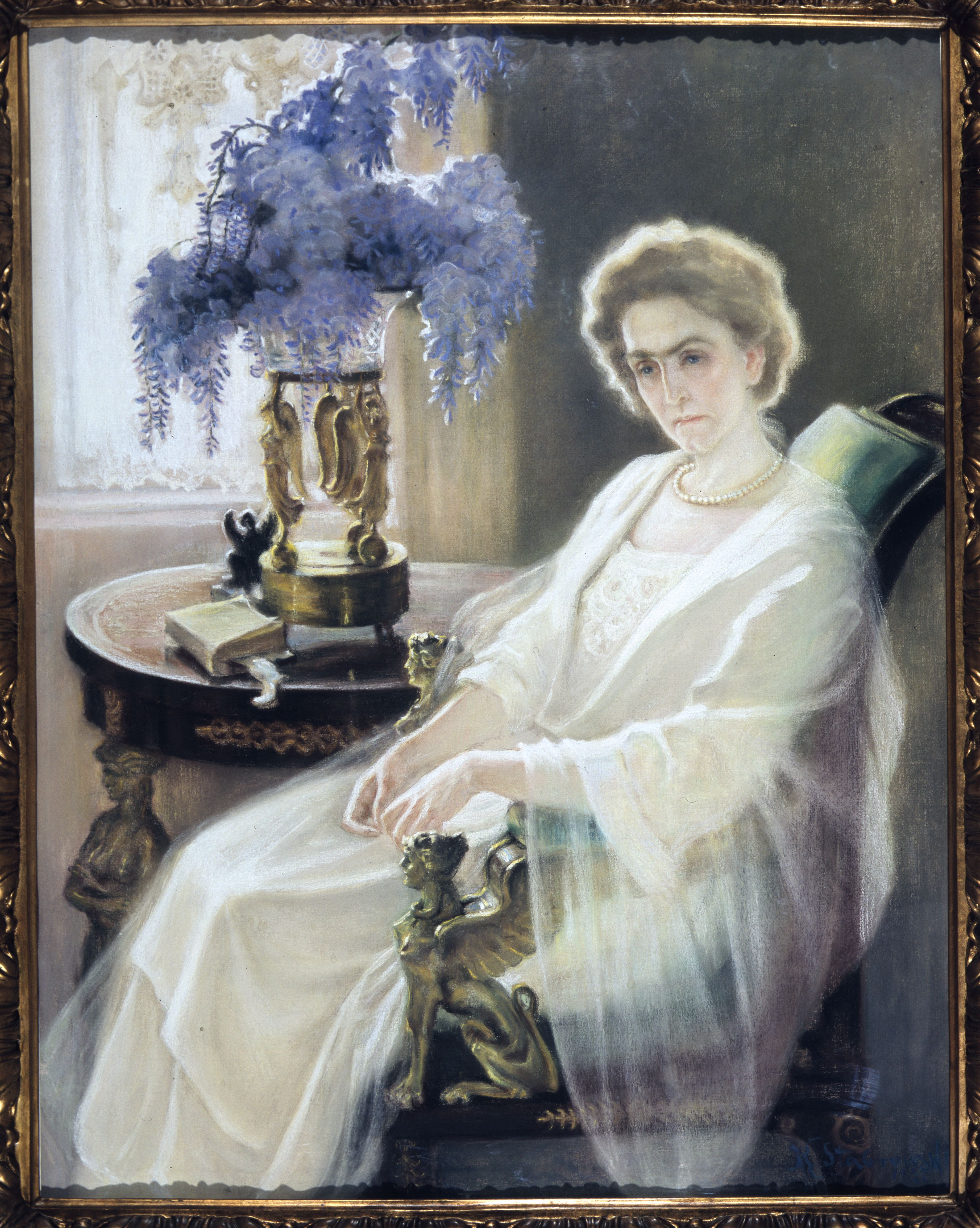
Portret Eugenii Kierbedź, między 1909 a 1913, Biblioteka Publiczna m.st. Warszawy

## Literatura
- L. Skalska, Kazimierz Stabrowski – lata studiów i początki działalności artystycznej, Rocznik Muzeum Narodowego w Warszawie 1975, t. 19, s. 613nn.
- S. Bołdok, Modernista czy mistyk?, Gazeta Antykwaryczna nr (025) 04/1998 online
- E. Charazińska, Kazimierz Stabrowski – malarz i pedagog (niepubl. praca magisterska) Uniw. Warszawski 1974
- Od starożytności do współczesności – Malarstwo i rzeźba, Wydawnictwo Naukowe PWN S.A., Warszawa 2006